# Erich Hintzsche
Erich Hintzsche (* 26. August 1900 in Halberstadt; † 20. Juli 1975 in Spiegel) war ein Schweizer Arzt und Medizinhistoriker deutscher Herkunft, sowie Dozent und Ordinarius an der Universität Bern.

## Leben
Hintzsches Vater war preußischer Beamter. 1918 bestand Hintzsche das Abitur. Ab 1919 war er an der Medizinischen Fakultät der Universität Halle immatrikuliert. 1925 promovierte er unter der Leitung von Hermann Stieve am Anatomischen Institut derselben Universität. Im gleichen Jahr heiratete er Hilde Köppe, mit der er später zwei Töchter hatte. Danach wurde er Assistent von Stieve.
Stieve verschaffte ihm 1928 eine Stelle als Prosektor an der Universität Bern. Hintzsche zog daraufhin mit seiner Frau nach Bern, wo er bald unter anatomischem Einfluss von Professor Karl Wilhelm Zimmermann (1861–1935) stand. 1928 wurde Hintzsche Privatdozent an der Universität Bern. Auch unter Zimmermanns Nachfolger Hans Bluntschli blieb Hintzsche Prosektor. 1935 wurde er ausserordentlicher Professor.
1947 löste Hintzsche Bluntschli als Ordinarius und Direktor des Anatomischen Institutes ab. Bald erhielt er auch das Schweizer Bürgerrecht. Von 1947 bis 1957 stand Hintzsche in Kontakt mit Henry E. Sigerist. 1967 trat Hintzsche als Ordinarius zurück und wurde Betreuer der Medizinhistorischen Bibliothek der Universität Bern. Für seine Forschung über Albrecht von Haller erhielt er die Burgerliche Medaille für Verdienste um die Stadt Bern.

## Publikationen
- als Hrsg. mit Alfred Schmid: Conrad Türsts iatromathematisches Gesundheitsbüchlein für den Berner Schultheißen Rudolf von Erlach. Bern 1947 (= Berner Beiträge zur Geschichte der Medizin und der Naturwissenschaften. Band 7).
- Guilelmus Fabricius Hildanus 1560-1634. Festschrift [anlässlich des Jubiläums 1947–1972] 25 Jahre Lindopharm Rönsberg KG Hilden. Hilden 1972 (Nachdruck, zur Tagung des Rheinischen Kreises am 6. November 1982 in Hilden, 1982); 2., veränderte Auflage ebenda 1973.
- als Hrsg.: Albrecht von Hallers Briefe an Auguste Tissot [?]: 1754-1777. Huber, Bern/Stuttgart/Wien 1977, ISBN 3456805071 (Rezension von Nikolaus Mani im Journal of the History of Medicine and Allied Sciences. Book Reviews. Band 22, Nr. 2, 1967, S. 205–206).
- als Hrsg.: Albrecht Hallers Tagebücher seiner Reisen nach Deutschland, Holland und England: 1723-1727 (= Berner Beiträge zur Geschichte der Medizin und der Naturwissenschaften. Band 4). Huber, Bern/Stuttgart/Wien: Huber, 1971.
- Medizin und Mediziner seit 1870 im Spiegel der Schweizerischen Medizinischen Wochenschrift. Schwabe, Basel/Stuttgart 1971, ISBN 3796505724.
- als Hrsg.: Albrecht von Haller: Tagebuch seiner Studienreise nach London, Paris, Strassburg und Basel: 1727–1728 (= Berner Beiträge zur Geschichte der Medizin und der Naturwissenschaften. Band 2). Huber, Bern/Stuttgart 1968.
- mit Hermann Rennefahrt: 600 Jahre Inselspital: 1354-1954. Hans Huber Verlag, Bern 1954.
- Wilhelm Fabry: Gründlicher Bericht vom heißen und kalten Brand, welcher Gangraena et Sphacelus oder S. Antonii- und Martialis-Feuer genannt wird. Nach der 1603 publizierten zweiten deutschen Ausgabe bearbeitet und hrsg. von Erich Hintzsche. Bern/Stuttgart 1965 (= Hubers Klassiker der Medizin und der Naturwissenschaften. Band 4).